# Observatoire astronomique de Vallemare di Borbona
L'observatoire astronomique de Vallemare di Borbona est un observatoire astronomique privé italien géré par Vincenzo Silvano Casulli et situé dans le hameau homonyme de la commune de Borbona.
Il est établi à 1 170 mètres d'altitude et est identifié par le Centre des planètes mineures (MPC) par le code A55 (Vallemare di Borbona Astronomical Observatory).
L'observatoire est crédité par le Centre des planètes mineures de la découverte de deux astéroïdes, en 2005.
| (198634) Burgaymarta | 15 janvier 2005 |
| (248262) Liuxiaobo   | 4 avril 2005    |